# Waterkrachtcentrale Bogoetsjany
De waterkrachtcentrale Bogoetsjany (Russisch: Богучанская ГЭС) is een waterkrachtcentrale in de rivier de Angara bij de plaats Kodinsk in Rusland. RusHydro is de eigenaar van de centrale die een opgesteld vermogen heeft van 2997 MW.
De bouw van de centrale vond plaats tussen 1974 en 2014. De bouw heeft tussen 1994 en 2005 stilgelegen omdat de financiering spaak liep. In 2005 was aluminiumbedrijf RUSAL bereid een deel van het project voor haar rekening te nemen. De bouw werd hervat in 2007 en in 2012 was de dam zover klaar dat het stuwmeer gevuld kon worden. Op 15 oktober 2012 begonnen de eerste twee turbines met het leveren van elektriciteit. 
De stuwdam is 74 meter hoog en heeft een totale lengte van bijna 2600 meter. Het bestaat voor een groot deel uit gestort steen en alleen het deel, waar de centrale met turbines is opgesteld en de noodoverlaat ligt, is van beton gemaakt.
De centrale bestaat uit negen Francisturbines met elk een vermogen van 333 MW wat een totaal vermogen van 2997 MW oplevert. De gemiddelde jaarproductie is geschat op 17,6 terawattuur (TWh). De stroom wordt voor een deel ingezet bij de productie van aluminium door RUSAL.
| Jaar | Productie (in miljoenen kWh) |
| ---- | ---------------------------- |
| 2012 | 244                          |
| 2013 | 4897                         |
| 2014 | 8362                         |
| 2015 | 13.077                       |
| 2016 | 13.970                       |
| 2017 | 13.287                       |
| 2018 | 13.610                       |
| 2019 | 16.104                       |